# Mersey Spit
Mersey Spit – mierzeja na południowym wybrzeżu Wyspy Króla Jerzego, w cieśninie Katsui Strait, oddziela Zatokę Słoni Morskich na zachodzie od Zatoki Trzech Króli na wschodzie. Mierzeja została nazwana w 1937 roku, prawdopodobnie w nawiązaniu do rzeki Mersey w Anglii.